# Parcs nationaux du Québec
Ne doit pas être confondu avec Parcs nationaux du Canada.
Les parcs nationaux du Québec sont des aires protégées créées par le gouvernement provincial du Québec dans le but de protéger des territoires représentatifs des régions naturelles de la province ou des sites à caractère exceptionnel tout en les rendant accessibles au public pour des fins d'éducation ou de récréations extensives. En date de mars 2024, le Québec compte vingt-huit parcs nationaux qui protègent une superficie de 42 765,57 km2, soit environ 2,6 % du territoire de la province,. Ils sont pour la plupart administrés par la Société des établissements de plein air du Québec (Sépaq) à l'exception de quatre parcs administrés par Parcs Nunavik, et d'un parc administrés conjointement par Parcs Canada et la Sépaq.
Au Québec, les parcs gérés pour le gouvernement québécois comme les trois parcs gérés pour le gouvernement canadien sont appelés « parc nationaux ».

## Histoire

Logotype actuel.

Logotype avant 2018.

En 1894, Edmund James Flynn alors commissaire des Terres de la Couronne, publie son rapport annuel dans lequel il recommande notamment la création de réserves à des fins de conservation des forêts. Celles-ci se situeraient dans les terres non concédées du canton de Grandison ainsi qu'au nord de Québec. Le 12 janvier 1895 sont sanctionnées les lois établissant d'une part le « parc de la montagne Tremblante », devenu Parc national du Mont-Tremblant ainsi que le « parc national des Laurentides », plus tard scindé pour devenir la Réserve faunique des Laurentides, le Parc national de la Jacques-Cartier ainsi que le Parc national des Grands-Jardins. 
Les terres ciblées pour ces premiers parcs nationaux furent décrites comme étant rocailleuses, impropres à la culture et sur lesquelles se trouvent très peu de bois marchand. La « loi établissant le parc national des Laurentides » édictera toutefois des notions claires de conservation, visant à « protéger les forêts, le poisson et le gibier, de conserver une réserve d’eau constante et d’encourager l’étude et la culture des arbres forestiers ». Dans le but de renforcer la protection dans ses parcs et de respecter les critères de l'Union internationale pour la conservation de la nature pour les aires protégées, le gouvernement légiféra en 1977 avec la Loi sur les parcs. Celle-ci divisa les parcs en deux catégories : les parcs de conservation, privilégiant la protection du territoire naturel et les parcs de récréation, qui permettaient l'installation d'équipement de récréation intensive.
C'est à partir de 1999 que la Société des établissements de plein air du Québec (Sépaq) se vit octroyer le mandat de gérer tous les parcs du Québec. En 2001, le gouvernement changea le statut des parcs de récréation et de conservation sous un seul statut, celui de parcs nationaux. Ce changement a eu pour but de renforcer le volet de conservation des parcs.

## Superficie
La superficie des parcs nationaux du Québec varie selon qu'ils sont situés dans le Québec méridional, densément peuplé, ou dans le Québec septentrional, très faiblement peuplé. Ainsi, les parcs situés dans le sud du Québec sont généralement de petite taille.
1. 0 à 100 km2 : 11 parcs
2. 100 à 500 km2 : 8 parcs
3. 500 à 1 000 km2 : 3 parcs
4. 1000 à 10 000 km2 : 3 parcs
5. 10 000 km2 et plus : 1 parc

## Zonage
Pour rencontrer l’objectif de conservation, un système de zonage a été mis en place. Le zonage a entre autres la fonction de distinguer les aires de grande fragilité et celles à bonne capacité de support. Les zonages sont :
1. Zone d'accueil et de service
2. Zone d'ambiance
3. Zone de préservation
4. Zone de préservation extrême

La zone d'accueil et de service est, comme son nom l'indique, généralement l'endroit où les visiteurs entrent dans le parc. Les restrictions à l’aménagement sont moins importantes que dans les autres secteurs. C'est pourquoi on y retrouve l'accueil, des campings avec services, des aires de jeux, des blocs sanitaires.
La zone d'ambiance est la région d'un parc où il est possible de pratiquer des sports qui permettent la découverte de la nature tout en ayant un faible impact sur le milieu, comme la randonnée pédestre ou la raquette. Généralement, les aménagements sont de moindre envergure que dans la zone de service.
La zone de préservation a une capacité de support et de régénération limitée et abrite souvent des espèces végétales et animales particulières, rares ou fragiles. L’utilisation du territoire y est réduite et fortement encadrée. Mis à part quelque belvédère, les aménagements sont inexistants.
La zone de préservation extrême est interdite à toute circulation et aménagement. Pour s'y rendre, il faut détenir une autorisation du directeur du parc et avoir un but scientifique. On y retrouve souvent des espèces rares et sensibles au dérangement.

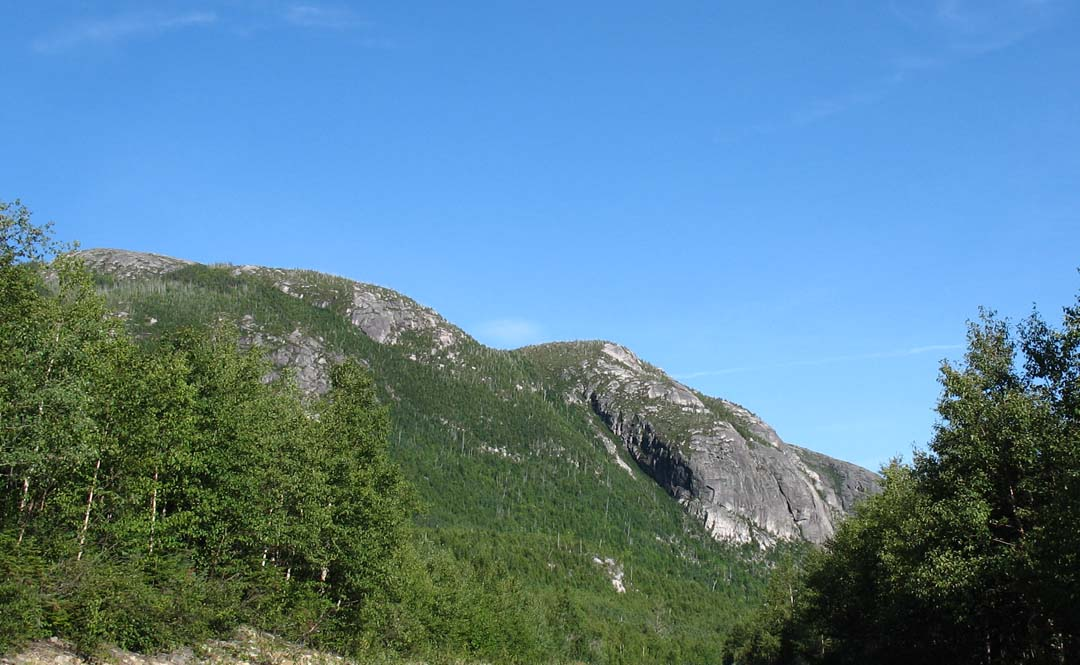
Parc national des Grands-Jardins dans Charlevoix.

La protection de certains écosystèmes fragiles ou exceptionnels se fait par l'entremise de règlements stricts. La coupe de bois, l'exploitation minière, pétrolière et énergétique ainsi que la chasse et le piégeage sont formellement interdits. Par contre, la pratique de sports de plein-air comme la marche en montagne, la raquette, le canot ou le vélo sont acceptés et s'inscrivent dans le mandat de découverte des parcs. Plusieurs autres activités d'interprétation du milieu naturel sont offertes et les nombreux guides naturalistes présents sont là pour répondre à vos questions. Depuis 1999, la gestion des activités et des services de ces milieux est confiée à la Société des établissements de plein air du Québec (SÉPAQ). Par ailleurs, les parcs au nord du 55e parallèle sont gérés par l'Administration régionale Kativik.
En 2001, les parcs québécois devinrent des parcs nationaux. Même si plusieurs y voient une connotation politique (plusieurs personnes voient le Québec comme une nation et non comme une province) l'appellation 'national' indique que les parcs respectent des normes établies par l'Union internationale pour la conservation de la nature (UICN). Selon l'UICN, un parc national est une aire protégée gérée principalement dans le but de protéger les écosystèmes et à des fins récréatives.

## Liste des parcs nationaux du Québec
- Parc faisant partie du patrimoine mondial de l'Unesco
- Parc faisant partie d'une réserve de biosphère

| Parc national                       | Image | Superficie km² | Constitution | Région (MRC) | Gestionnaire              |
| ----------------------------------- | ----- | -------------- | ------------ | --- | ------------------------- |
| Aiguebelle                          |       | 268,30         | 1985         | Abitibi-Témiscamingue (Abitibi-Ouest et Rouyn-Noranda)                                                                | Sépaq                     |
| Anticosti                           |       | 571,80         | 2001         | Côte-Nord (Minganie)                                                                                                  | Sépaq                     |
| Bic                                 |       | 33,20          | 1984         | Bas-Saint-Laurent (Rimouski-Neigette)                                                                                 | Sépaq                     |
| Fjord-du-Saguenay                   |       | 326,70         | 1983         | Saguenay–Lac-Saint-Jean (Le Fjord-du-Saguenay), Capitale-Nationale (Charlevoix-Est) et Côte-Nord (La Haute-Côte-Nord) | Sépaq                     |
| Frontenac                           |       | 156,50         | 1987         | Estrie (Le Granit) et Chaudière-Appalaches (Les Appalaches)                                                           | Sépaq                     |
| Gaspésie                            |       | 802,00         | 1981         | Gaspésie–Îles-de-la-Madeleine (La Haute-Gaspésie) et Bas-Saint-Laurent (Matane)                                       | Sépaq                     |
| Grands-Jardins,                     |       | 318,90         | 1981         | Capitale-Nationale (Charlevoix)                                                                                       | Sépaq                     |
| Hautes-Gorges-de-la-Rivière-Malbaie |       | 224,90         | 2000         | Capitale-Nationale (Charlevoix et Charlevoix-Est)                                                                     | Sépaq                     |
| Île-Bonaventure-et-du-Rocher-Percé  |       | 5,80           | 1985         | Gaspésie–Îles-de-la-Madeleine (Le Rocher-Percé)                                                                       | Sépaq                     |
| Îles-de-Boucherville                |       | 8,14           | 1984         | Montérégie (Longueuil)                                                                                                | Sépaq                     |
| Jacques-Cartier                     |       | 670,60         | 1981         | Capitale-Nationale (La Jacques-Cartier et La Côte-de-Beaupré)                                                         | Sépaq                     |
| Kuururjuaq                          |       | 4 460,80       | 2009         | Nord-du-Québec (Kativik)                                                                                              | Parcs Nunavik             |
| Lac-Témiscouata                     |       | 176,50         | 2009         | Bas-Saint-Laurent (Témiscouata)                                                                                       | Sépaq                     |
| Mont-Mégantic                       |       | 59,90          | 1994         | Estrie (Le Haut-Saint-François et Le Granit)                                                                          | Sépaq                     |
| Mont-Orford                         |       | 58,37          | 1979         | Estrie (Memphrémagog)                                                                                                 | Sépaq                     |
| Mont-Saint-Bruno                    |       | 8,84           | 1985         | Montérégie (Longueuil)                                                                                                | Sépaq                     |
| Monts-Valin                         |       | 153,60         | 1996         | Saguenay–Lac-Saint-Jean (Le Fjord-du-Saguenay)                                                                        | Sépaq                     |
| Mont-Tremblant                      |       | 1 510,10       | 1981         | Laurentides (Antoine-Labelle, Les Laurentides et Matawinie)                                                           | Sépaq                     |
| Miguasha                            |       | 0,62           | 1985         | Gaspésie–Îles-de-la-Madeleine (Avignon)                                                                               | Sépaq                     |
| Nibiischii                          |       | 11 990,00      | 2024         | Nord-du-Québec (Jamésie)                                                                                              | Nation crie de Mistissini |
| Oka                                 |       | 23,70          | 1990         | Laurentides (Deux-Montagnes)                                                                                          | Sépaq                     |
| Opémican                            |       | 252,50         | 2013         | Abitibi-Témiscamingue (Témiscamingue)                                                                                 | Sépaq                     |
| Pingualuit                          |       | 1 133,90       | 2004         | Nord-du-Québec (Kativik)                                                                                              | Parcs Nunavik             |
| Plaisance                           |       | 28,10          | 2002         | Outaouais (Papineau)                                                                                                  | Sépaq                     |
| Pointe-Taillon                      |       | 97,50          | 1985         | Saguenay–Lac-Saint-Jean (Lac-Saint-Jean-Est)                                                                          | Sépaq                     |
| Tursujuq                            |       | 26 121,00      | 2013         | Nord-du-Québec (Kativik)                                                                                              | Parcs Nunavik             |
| Ulittaniujalik                      |       | 5 293,00       | 2016         | Nord-du-Québec (Kativik)                                                                                              | Parcs Nunavik             |
| Yamaska                             |       | 13,40          | 1983         | Estrie (La Haute-Yamaska)                                                                                             | Sépaq                     |

### Parc marin
| Parc national                        | Image | Superficie km² | Constitution | Région (MRC) | Gestionnaire          |
| ------------------------------------ | ----- | -------------- | ------------ | --- | --------------------- |
| Parc marin du Saguenay-Saint-Laurent |       | 1 246,00       | 1998         | Capitale-Nationale (Charlevoix-Est), Côte-Nord (La Haute-Côte-Nord) Saguenay–Lac-Saint-Jean (Le Fjord-du-Saguenay), Bas-Saint-Laurent (Kamouraska, Les Basques et Rivière-du-Loup) | Parcs Canada et Sépaq |

## Réserve de parc national
En plus des parcs nationaux, le ministère a aussi désigné des territoires comme étant des « réserves de parc national ». Ces territoires, bien qu'il s'agisse d'aires protégées, n'ont pas la même protection juridique que celle des parcs. Ces territoires sont exclusivement au Nunavik, le ministère préfère le statut de réserve de biodiversité pour les autres régions du Québec.
| Réserve de parc national | Superficie km² | Mise en réserve | MRC     |
| ------------------------ | -------------- | --------------- | ------- |
| Assinica                 | 3 193,00       | 2011            | Jamésie |
| Baie-aux-Feuilles        | 3 868,10       | 2008            | Kativik |
| Collines-Ondulées        | 1 659,50       | 2008            | Kativik |
| Iluiliq                  | 1 263,00       |                 | Kativik |
| Monts-de-Puvirnituq      | 3 159,00       |                 | Kativik |

## Projets de parc national
Des recherches seront menées en vue de procéder à l'acquisition de connaissances concernant deux autres projets au Nunavik, soit :
- du Cap-Wolstenholme
- de la Baie-aux-Feuilles

La création de deux parcs est aussi envisagée en forêt boréale, en partenariat avec les Cris. Il s'agit des projets de parc national :
- Assinica

Le ministère du Développement durable, de l'Environnement et des Parcs du Québec a également entrepris des études préliminaires concernant d'autres projets de parc national :
- Harrington-Harbour
- Natashquan-Aguanus-Kenamu

Des consultations publiques ont aussi été tenues pour l'agrandissement des parcs nationaux du Mont-Orford et de la Pointe-Taillon.